# Shelly Manne
Shelly Manne (ur. 11 czerwca 1920 w Nowym Jorku, zm. 26 września 1984 w Los Angeles) – amerykański perkusista jazzowy.
Najczęściej kojarzony z West Coast jazzem, znany również ze swej wszechstronności, dzięki której mógł grać również w takich stylach jak dixieland, swing, bebop, jazz awangardowy i fusion. Brał też udział w setkach nagrań tworzonych dla potrzeb hollywoodzkich filmów czy programów telewizyjnych.

## Rodzina i początki kariery
Urodził się jako Sheldon Manne. Jego ojciec i wujkowie byli perkusistami. W młodości fascynowała go gra wielu popularnych perkusistów owych czasów, szczególnie Jo Jonesa i Dave’a Tougha. Billy Gladstone – kolega ojca, a jednocześnie jeden z uznanych perkusistów scen teatralnych Nowego Jorku, udzielił nastoletniemu Sheldonowi wielu wskazówek i zachęcił go do grania. Pod koniec lat 30. i w następnej dekadzie Manne wzbogacił i rozwinął swój styl słuchając i, gdy była okazja, grając w nowojorskich klubach przy 52nd Street.
Pierwszy profesjonalny kontrakt ze znanym zespołem to gra w orkiestrze Bobby’ego Byrne’a w 1940. Kiedy jego nazwisko zaczęło już być znane, wziął udział w sesjach nagraniowych takich gwiazd jak Coleman Hawkins, Charlie Shavers i Don Byas. Współpracował także z muzykami związanymi głównie z Dukiem Ellingtonem: Johnnym Hodgesem, Harrym Carneyem, Lawrence’em Brownem i Rexem Stewartem.
W 1943 wziął ślub z Florence Butterfield, jedną z dziewcząt zespołu taneczno-baletowego The Rockettes. Byli małżeństwem przez 41 lat, aż do śmierci Manne'a.
Kiedy w latach 40. bebop zaczął zmieniać oblicze jazzu, Manne zaaprobował te zmiany i zaczął grać w tym stylu występując
z Dizzy Gillespiem i Charliem Parkerem. W tym mniej więcej czasie grał także z muzykami, których kariery dopiero się rozpoczynały. Byli wśród nich Flip Phillips, Charlie Ventura, Lennie Tristano i Lee Konitz.
Jego własna kariera zaczęła nabierać tempa kiedy został członkiem najpierw zespołu Woody’ego Hermana, a potem – na przełomie lat 40. i 50. – Stana Kentona. Zdobywał nagrody i zwolenników w tym właśnie czasie, kiedy jazz był najbardziej popularną muzyką w Stanach Zjednoczonych. Zaangażowanie do mocno swingującego zespołu Hermana pozwalało Manne'owi grać ulubiony bebop. Z kolei „jazz progresywny” uprawiany przez kontrowersyjną grupę Kentona, ze skomplikowanymi i przeładowanymi aranżacjami, nie pozwalał na łatwe swingowanie. Jednak Manne doceniał muzyczną swobodę, jaką dawał mu Kenton i widział w tym sposobność do eksperymentowania w ramach zespołu, uważanego za bardzo innowacyjny. Podejmował nowe wyzwania, szukał nowych brzmień i rytmów, doskonalił swoją sztukę i umiejętność bycia perkusistą pomocnym podczas różnorodnych muzycznych wydarzeń.

## W Kalifornii
Na początku lat 50. Manne opuścił Nowy Jork i zamieszkał z żoną na ranczu w pobliżu Los Angeles, zajmując się hodowlą koni. Od tego momentu zaczął odgrywać poważną rolę w kształtowaniu West Coast jazzu, występując na scenach Los Angeles razem z Shortym Rogersem, Hamptonem Hawesem, Redem Mitchellem,
Artem Pepperem, Russem Freemanem, Frankiem Rosolino, Chetem Bakerem, Leroyem Vinnegarem, Pete’em Jollym, Howardem McGhee, Bobem Gordonem, Contem Candolim, Sonnym Crissem i wieloma innymi
Prowadził kilka małych grup, których nagrania ukazywały się pod jego nazwiskiem lub jako lidera zespołu. W 1959 z jedną z takich grup (w której oprócz jego jako perkusisty, grali: trębacz Joe Gordon, saksofonista Richie Kamuca, kontrabasista Monty Budwig i pianista Victor Feldman) przez trzy dni występował w słynnym klubie Black Hawk w San Francisco. Cały ich występ został zarejestrowany, a nagrania ukazały się na czterech płytach (LP). Wysoko ocenione jako innowacyjny przykład nagrań muzyki jazzowej „na żywo” sesje z Black Hawk, zostały ponownie wydane na CD.

## West Coast jazz
Manne jest często kojarzony z wielokrotnie omawianą szkołą West Coast jazzu.
Był uważany za perkusistę idealnie odpowiadającego temu, co uważano za styl West Coast, chociaż sam Manne nie przywiązywał do tego większego znaczenia. W 1950 większość z tego co robił mogła być kwalifikowana jako West Coast – grał, co typowe dla cool jazzu, szczegółowo zaaranżowane utwory, tak jak np. na swoim albumie zatytułowanym The West Coast Sound (na który sam skomponował kilka nowych utworów). Część z tego, co nazywano West Coast jazzem było muzyką nowoczesną – na kilka lat przed taką awangardą, którą reprezentowali Cecil Taylor czy Ornette Coleman (Manne także nagrywał z Colemanem w 1959). Jego współpraca z Jimmym Giufree’em (a na pewno większa jej część) była właśnie tego rodzaju. Sporo tych nagrań jest ocenianych przez krytykę jako zbyt wydumane.
Inna cechą West Coast jazzu, równie często negatywnie ocenianą, była jej łatwość, nastawienie na szeroki krąg odbiorców. I tu Manne miał swój udział. Dobrze znany jest cykl albumów nagrany z pianistą Andrém Previnem i członkami jego zespołów, wypełniony muzyką z popularnych na Broadwayu przedstawień, filmów i programów telewizyjnych. Pierwsza i najlepiej znana płyta tego typu była oparta na musicalu My Fair Lady. Album My Fair Lady Manne nagrał z Previnem i basistą Leroyem Vinnegarem w 1956. Muzyka była improwizowana w stylu jazzowym, ale zawsze w sposób lekki, łatwy do zaakceptowania przez przeciętnego odbiorcę, co nie podobało się wielu miłośnikom „prawdziwego” jazzu. To właśnie mogło być powodem, iż Manne często nie był uwzględniany w rankingach najważniejszych perkusistów jazzowych XX wieku. Zdaniem Roberta Gordona większa część muzyki powstającej w ramach West Coast jazzu w tym okresie była wtórna i „pozbawiona ognia i intensywności charakterystycznej dla najlepszych wykonań jazzowych”.
Jednocześnie jednak zwraca uwagę, że utwory nagrane przez Previna, Manne'a i Vinnegara (a później Reda Mitchella) znacznie różnią się poziomem muzycznej finezji, a także mocą i „swingiem” od innych ówczesnych produkcji tego rodzaju.
Nagrania w stylu West Coast jazz to jednak tylko niewielka część twórczości Manne'a. Podczas pobytu w Los Angeles i okazjonalnych wyjazdów np. do Nowego Jorku, Manne nagrywał z muzykami wszelkich szkół i stylów, od ery swingu począwszy poprzez bebop po jazz nowoczesny z hard bopem włącznie, który przecież uważany jest za całkowite przeciwieństwo cool jazzu granego na West Coast.

## Współpraca z innymi muzykami
Począwszy od płyt szybkoobrotowych z lat 40., poprzez longplaye z lat 50. i późniejszych, aż do setek filmowych ścieżek dźwiękowych, na których słychać grę Manne'a liczba nagrań jakich dokonał jest ogromna i trudna do dokładnego określenia. Według piszącego o jazzie Leonarda Feathera perkusji Manne'a można posłuchać na więcej niż tysiącu płyt, a przecież jego obliczenia robione były w 1960, kiedy Manne nie dotarł nawet do połowy swej 45. letniej kariery.
Najskromniejsza lista tych, z którymi Manne współpracował powinna zawierać takie nazwiska jak: Benny Carter, Earl Hines, Clifford Brown, Zoot Sims, Ben Webster, Maynard Ferguson, Wardell Gray, Lionel Hampton, Junior Mance, Jimmy Giuffre i Stan Getz. W latach 50. nagrał ważny album z Sonnym Rollinsem Way Out West (Contemporary, 1957), który zyskał powszechne uznanie i pomógł obalić tezę, że West Coast jazz jest całkowitym przeciwieństwem jazzu tworzonego na Wschodnim Wybrzeżu; w 1960 powstały dwie płyty z Billem Evansem. Mniej więcej w tym samym czasie, w 1959, nagrywał jazz tradycyjny z Benny Goodmanem i ultranowoczesnym Ornettem Colemanem, co najlepiej świadczy o wszechstronności Manne'a jako perkusisty.
Do jednych z ważniejszych w latach 60. zaliczana jest współpraca z Jackiem Marshallem, gitarzystą i aranżerem, cenionym za motyw przewodni i muzykę do ówczesnego telewizyjnego show „The Munsters”. Nagrali w duecie dwa albumy (Sounds Unheard Of! w 1962 i Sounds! w 1966), na których Marshall grał na gitarze, a Manne na perkusji i wielu instrumentach perkusyjnych, rzadko wykorzystywanych w jazzie: chińskim gongu, kastanietach, małych bębnach zwanych „boobam” oraz czymś co nazwane zostało „Hawaiian slit bamboo sticks”.
Innym przykładem zdolności Manne'a do wychodzenia poza reguły obowiązujące w poszczególnych „szkołach” jazzu były albumy, jakie nagrywał wraz z gitarzystą Barneyem Kesselem i kontrabasistą Rayem Brownem – The Pool Winners (wygrywali przecież niemal wszystkie plebiscyty popularności przeprowadzane w tamtym czasie przez muzyczną prasę). Nagrania jednak przetrwały i ukazały się ich reedycje na CD. Manne grał także dixieland jazz, fusion i nawet muzykę „trzeciego nurtu” (czyli łączenie jazzu i muzyki poważnej). Uczestniczył w odrodzeniu prekursora jazzu – ragtime'u. Pojawił się na kilku albumach poświęconych muzyce Scotta Joplina, pracował też z muzykami grającymi europejską muzykę klasyczną. Jednak zawsze wracał do grania muzyki, którą określa się terminem „straight-ahead jazz”, a którą kochał najbardziej.

## Style i wpływy
Oprócz Dave’a Tougha i Jo Jonesa, fascynowali Manne'a również współcześni perkusiści, tacy jak Max Roach i Kenny Clarke, a później i młodsi od nich Elvin Jones i Tony Williams. Świadomie lub nieświadomie zapożyczył nieco od każdego z nich, zawsze jednak szukając własnych rozwiązań. Słuchając muzyka, który nie jest zwykłym naśladowcą, trudno jest oddzielić to, co wymyślił on sam, od tego, co zapożyczył od innych. Brand (s. 136) cytuje Manne'a, który powiedział: „that it was impossible not to be influenced by these great players, but that 'you must do your own thing'”.
Niezależnie od tych, czy też innych perkusistów, którzy wywarli na niego wpływ, styl gry Manne'a był jego własnym stylem – osobistym, precyzyjnym, czystym a jednocześnie złożonym z wielu warstw i kolorów. Manne często eksperymentował i ma swój wkład w takich muzycznie poszukujących grupach z początków lat 50. jak te z Jimmym Giuffre’em czy Teddym Charlesem. Nie zdarzało się, by jego gra była zbyt przeintelektualizowana, natomiast wielką wagę przywiązywał do podstawowego dla całego jazzu elementu: czasu.
Niezależnie od tego czy grał dixieland, bebop czy jazz awangardowy, czy grał w big bandach czy też małych grupach podstawowym
celem Manne'a było sprawić, by muzyka swingowała. Jego koledzy z zespołu poświadczają jego „słuchanie ze zrozumieniem” grających wokół niego muzyków i wyczulenie na potrzeby i niuanse muzyki granej przez pozostałych członków zespołu, jemu bardziej zależało mu na tym, by ich – a tym samym cała – muzyka brzmiała lepiej, niż na zwróceniu uwagi na siebie i swoje wspaniałe solówki.
Manne nie uznawał głośnego, wybijającego się grania, a przecież jego wyciszona perkusja była doceniana właśnie za swoją własną moc. W 1957, krytyk Nat Hentoff nazwał Manne'a jednym z najbardziej „musical” (muzykalnych) i 'illuminatively imaginative” (olśniewających wyobraźnią) perkusistów. Kompozytor i multiinstumentalista Bob Cooper nazwał go „the most imaginative drummer I've worked with"
. W późniejszych latach uznanie dla tego, co robił Manne znalazło potwierdzenie u tak znanych ludzi jak Louie Bellson, John Lewis, Ray Brown, Harry „Sweets” Edison i wielu innych, którzy z nim grali. Kompozytor, aranżer, bandlider i multiinstrumentalista Benny Carter był zachwycony jego pracą. „Odczytywał wszystko, był w stanie uzyskać każdy rodzaj efektu” powiedział Carter, który ściśle współpracował z Manne'm przez wiele lat.
Choć zawsze zaznaczał ważność „czasu” i „swingu”, jego pomysł na własny styl gry opierał się na podejściu do linii melodycznej. Przeciwstawiał swój styl temu, w którym grał Max Roach: „Max plays melodically from the rhythms he plays. I play rhythms from thinking melodically”.
Manne zdecydowanie preferował określony zestaw perkusyjny, ale w ciągu całej swojej kariery kilka razy zmieniał ten ulubiony zestaw. Zaczął od bębnów produkowanych przez fabrykę Gretscha. W 1957, zainteresowany brzmieniem bębnów wytwarzanych przez Leedy, otrzymał zestaw zrobiony właśnie dla niego (ale stał się popularny także wśród innych perkusistów). W 1970, po wielu próbach związanych z poszukiwaniem nowych brzmień, zdecydował się na japońskie Pearl Drums.

## Piosenkarze
Manne był też lubiany przez wokalistów. Jackie Cain, z duetu Jackie and Roy (Roy Kral), twierdziła, że: „nigdy nie słyszała perkusisty, który by piękniej akompaniował wokaliście”. Jackie and Roy to tylko dwójka z wielu wokalistów, którym Manne akompaniował i z którymi nagrywał płyty. Towarzyszył też June Christy i Helen Humes, która zdobyła sławę śpiewając z orkiestrą Counta Basiego.
Przez dziesiątki lat swoich występów Manne nagrywał wiele różnych płyt, czasem po prostu siadał za perkusją podczas występów tak znanych śpiewaków jak Ella Fitzgerald, Mel Tormé, Peggy Lee, Frank Sinatra, Ernestine Anderson, Sarah Vaughan, Lena Horne, Blossom Dearie i Nancy Wilson. Manne akompaniował nie tylko wokalistom jazzowym. Pojawiał się na sesjach nagraniowych tak różnych artystów jak np. Teresa Brewer, Leontyne Price, Tom Waits i Barry Manilow.

## Film i telewizja
Na początku jazz było słychać na filmowych ścieżkach tylko wtedy, gdy jakiś zespół jazzowy występował podczas akcji filmu. W początkach swojej kariery Manne bywał czasem słyszany i widywany na ekranie np. w filmie z 1942 Seven Days Leave, jako perkusista bardzo popularnej orkiestry Lesa Browne’a (wkrótce znanego jako Les Brown and His Band of Renown).
Już w latach 50. jazz coraz częściej bywał obecny na części, a często i na całej filmowej ścieżce dźwiękowej. Manne był jednym z pierwszych muzyków wyróżnionych w ten sposób, w filmie The Wild One (1953). Kiedy wreszcie jazz objął główną rolę w filmowych soundtrackach, to także i Manne zaczął być głównym filmowym perkusistą i perkusjonistą. Ważnym tego przykładem był film The Man with the Golden Arm z 1955. Manne nie tylko grał na perkusji, ale pełnił też funkcję osobistego asystenta reżysera, Otto Premingera i „instruktora” Franka Sinatry. Na albumie-soudtracku wydanym przez Deccę Manne wyróżniony jest oddzielnie jako wykonawca „Drumming Sequences”.
Od chwili gdy jazz zaczął w filmie odgrywać ważną rolę, Manne został „dyżurnym perkusistą” przemysłu filmowego. Czasem pojawiał się i na ekranie, zwykle w epizodycznych rolach. Najlepszym przykładem jest film I Want to Live! (1958) z muzyką Johnny’ego Mandela, w którym Manne uczestniczy jako członek jazzowego zespołu.
W krótkim czasie wkład Manne'a do muzyki filmowej zaczął się powiększać. Często łączył jazz, muzykę pop i muzykę poważną.
Wielokrotnie angażował go Henry Mancini. Obaj lubili eksperymentować w sferze dźwięków, a Manne zawsze potrafił znaleźć takie efekty perkusyjne, jakich Mancini potrzebował. Breakfast at Tiffany’s (1961), Hatari! (1962), i The Pink Panther (1963) to tylko kilka z filmów Manciniego, w których słychać perkusję Manne'a i jego efekty perkusyjne. Manne współpracował także z Mancinim przy realizacjach telewizyjnych, np. przy cyklach Peter Gunn (1958-1961) i Mr. Lucky
(1959-1960). Mimo iż Mancini angażował go wtedy właściwie przy wszystkich produkcjach, dla których pisał muzykę, Manne znajdował czas, by robić to samo dla innych: cykl Richard Diamond (z muzyką Pete’a Rugolo, 1959-1960) i Checkmate (Muzyka John Williams, 1959-1962), filmowa wersja West Side Story, do której muzykę napisał Leonard Bernstein (1961).
Pod koniec lat 50. Manne sam zaczął komponować muzykę filmową np. do The Proper Time (1959). Jego autorstwa jest też sama
ścieżka dźwiękowa, nagrana z własnym zespołem Shelly Manne and His Men (wydana na LP przez firmę Contemporary). W latach późniejszych Manne dzielił swój czas pomiędzy grę na perkusji, wymyślanie i nagrywanie efektów i pisanie muzyki do filmów i telewizji. Znany jest też ze swojej działalności dla zupełnie innej publiczności. Manne oprawił muzycznie animowany film dla dzieci Green Eggs and Ham Dr. Seussa, a i później grał a czasem pisał muzykę do innych filmów animowanych. Razem z tak znanymi artystami jak Ray Brown i Jimmy Rowles nagrywał muzykę Douga Goodwina do animowanego cyklu The Ant and the Aardvark (1969-1971). Kolejnym przykładem twórczości Manne'a (w zakresie pisania muzyki i jej nagrywania) dla potrzeb filmu to Young Billy Young (1969), a dla TV Daktari (1966-1969). Fakt, że w tych wymienionych oraz wielu innych kreskówkach, serialach dla dzieci, filmach, programach telewizyjnych (a nawet reklamach) słychać perkusję Manne'a, świadczy o jego nieustannej obecności w kulturze popularnej przez kilka dziesięcioleci.

## Lata późniejsze i ostatnie
Gwiazda słynnych orkiestr Stana Kentona i Woody Hermana w latach 40. i 50., zdobywca wielu nagród, Manne zniknął z widoku publicznego z chwilą, gdy jazz przestał już być tak popularną muzyką. W latach 60. i na początku 70. Manne podtrzymywał jazz przy życiu na scenach Los Angeles, między innymi jako współwłaściciel nocnego klubu Shelly's Manne-Hole przy North Cahuenga Boulevard. Zespołem grającym w lokalu byli Shelly Manne and His Men, a gościnnie występowali Russ Freeman, Monty Budwig, Richie Kamuca, Conte Candoli, a później Frank Strozier i Mike Wofford i wielu innych znaczących muzyków West Coast jazzu. Pojawiali się również muzycy znani w innych czasach i innych rejonach: Ben Webster, Rahsaan Roland Kirk, Les McCann, Bill Evans, John Coltrane, Sonny Stitt, Thelonious Monk, Michel Legrand, Carmen McRae, Milt Jackson, Teddy Edwards, Monty Alexander, Lenny Breau, Miles Davis i in. Jednym z ostatnich który występował w klubie był Stan Getz. Pod koniec 1973 Manne musiał zamknąć lokal z powodów finansowych.
Od tego czasu Manne zajmował się już tylko swoimi bębnami. I właśnie wtedy, w latach 70., grał najbardziej wysmakowany, wyrafinowany, pełen uczucia swing gdy nagrywał płyty z takimi muzykami jak trębacz Red Rodney, pianista Hank Jones, saksofoniści Art Pepper i Lew Tabackin i Oliver Nelson.
Od 1974 do 1977 dołączył do gitarzysty Laurindo Almeidy, saksofonisty i flecisty Buda Shanka
i basisty Raya Browne’a. Występowali jako The L.A. Four i do chwili kiedy Manne opuścił zespół nagrali cztery albumy.
W latach 80. Manne nagrywał z takimi gwiazdami jak trębacz Harry „Sweets” Edison, saksofonista Zoot Sims,
gitarzyści Joe Pass i Herb Ellis i pianista John Lewis (znany jako kierownik muzyczny Modern Jazz Quartet.
W tym samym czasie nadal nagrywał razem z różnymi małymi grupami, którymi sam kierował. Jednym z reprezentatywnych przykładów
jego działalności w tym okresie był nagrany w 1980 na żywo koncert w klubie „Carmelo's” w Los Angeles. Razem z nim grali pianiści Bill Mays i Alan Broadbent i basista Chuck Domanico. Ich entuzjazm i spontaniczność, łącznie z żywą reakcją klubowych gości uczestniczących w nagraniu przypominały muzyczne wydarzenia, jakimi były występy w słynnym Black Hawk, więcej niż dwadzieścia lat temu. Mimo że ten okres jego kariery często był pomijany, Manne w tym czasie był idealnym partnerem, który potrafił grać tak, aby pomóc tworzyć innym, a jednocześnie tak, by jego własne pomysły muzyczne też były słyszane.
Zajmująca i bardzo obszerna praca Manne'a w hollywoodzkich studiach odwracała często jego uwagę od tego, co działo się w jazzie. Niejednokrotnie wkładał bardzo wiele ciężkiej pracy w filmy, które raczej nie były tego warte. Jednak, mimo jego wielkiej pracy na rzecz filmu, najbardziej liczył się dla niego wkład, jaki udało mu się wnieść do jazzu, jako typowo
amerykańskiej formy sztuki, której poświęcił się od najmłodszych lat i której był wierny do ostatnich dni swego życia.
Manne zmarł niewiele wcześniej przed ponownym powszechnym wzrostem zainteresowania jazzem. Ale już kilka lat wcześniej pojawiały się wyrazy uznania dla jego osoby, roli jaką odegrał w rozwoju muzyki, a zwłaszcza w rozwoju kultury muzycznej w Los Angeles. Dwa tygodnie przed atakiem serca, który spowodował jego śmierć, został uhonorowany przez Miasto Los Angeles: dzień 9 września 1984
został ogłoszony „Dniem Shelly Manne'a”.